# 機動戦士ガンダム00外伝
『機動戦士ガンダム00外伝』（きどうせんしガンダムダブルオーがいでん）は、『電撃ホビーマガジン』、『ガンダムエース』、『月刊ホビージャパン』の3誌において、テレビアニメ『機動戦士ガンダム00』の放送と並行して展開が開始された、同作を別の視点から描くサンライズ公式の外伝の総称。

## 概要と物語
数ある『機動戦士ガンダム00』関連のメディアミックス作品のうち、具体的にはテレビシリーズの放送と同時に展開された『機動戦士ガンダム00P』、『機動戦士ガンダム00F』、『機動戦士ガンダム00V』、および終了後に開始された『機動戦士ガンダム00I』、『機動戦士ガンダム00I 2314』、『機動戦士ガンダム00V戦記』、『機動戦士ガンダム00N』、『機動戦士ガンダム00P SPECIAL EDITION』の8作品が、公式外伝と銘打たれた『機動戦士ガンダム00外伝』と題する作品に属している。
当初に展開された3作品は、それぞれアニメ本編の過去・現在・未来からの回想が描かれていた。これらの外伝は、外伝という枠に止まらない本伝の一部であるとして位置付けられ、アニメ本編との連動がアピールされている。また、他のガンダムシリーズ作品におけるMSV系作品と同様、アニメ本編に登場するMSのバリエーション機が多数登場している。
複数の作家の手で複数の雑誌に展開されているが、その全てを統括するのは千葉智宏であり、彼のシナリオに基づいて全てのストーリーが有機的に関連している。

### 機動戦士ガンダム00P
『電撃ホビーマガジン』にて連載。ショートストーリーを、連載回ごとに登場するメカニックの解説や模型作例を使用したジオラマを交えて掲載する。エクシアの前型機である「アストレア」を始めとする「第2世代型ガンダム」の開発系譜にまつわるストーリー。ある時期を境にセカンドシーズンへと移行し、第3世代ガンダムマイスターのスカウトや、第3世代型ガンダムの開発史を中心としたストーリー展開となってゆく。
ファーストシーズン
本編から遡ること15年前、「太陽光発電紛争」の最中にある西暦2292年。まだ人々がソレスタルビーイング (CB) の存在を知らないこの時代に、第2世代ガンダムマイスターとして選ばれたシャル、874、ルイード、マレーネは、CBの象徴たるMS「ガンダム」の開発とテストに携わっていた。第2世代ガンダムのテストを重ね、トラブルを乗り越えて実戦にも投入されるが、紛争根絶という理想と、人の命を奪うという事実に直面し、それぞれが激しく苦悩するのだった。
新たにメカニックのイアンと医師のモレノが加わり、新たな体制のもと実戦テストを重ね、各々が抱えていた苦悩が新たな決意へと変わり始めていた。そしていつしかお互いを想い合っていたルイードとマレーネはついに結婚。西暦2293年に娘のフェルトを授かった。
すべてがうまく動いていたと思われた矢先、軌道エレベーターへのテロが発生。阻止のために出撃するが、シャルの乗るガンダムプルトーネが突如動作不良を起こし、ルイードとマレーネを巻き込み爆発してしまう。シャルは直前に2人に救われるが、2人はフェルトを残し帰らぬ人となってしまった。
セカンドシーズン
「プルトーネの悲劇」から7年後の西暦2302年。心身に深い傷を負ったシャルはマイスターを降り、新たにヒクサーとグラーベをマイスターとして迎え、本格的な武力介入に向けてガンダムラジエルによるデータ収集を開始した。
ラジエルのマイスター、グラーベを中心に第3世代機のテスト、新しいマイスター候補のリクルーティングなど、本格的な活動に向けて着々と準備が進められていく中、CBの存在を嗅ぎつける者や、未知の機体であるガンダムの秘密を解き明かそうとする者が少しずつ現れ始める。
一方で、それまで順調に計画が進められていたCB内部でも「あり得ぬ筈のイレギュラーな事象」が起こり始める。突如として第3世代機エクシアのマイスター候補に浮上した少年、ソラン・イブラヒム。ヴァーチェの実戦テストにおけるヒクサーの負傷。それらの事象の影にはCB内部に潜む「敵」の存在があった。

#### 機動戦士ガンダム00P SPECIAL EDITION
『電撃ホビーマガジン』にて掲載。2010年に00外伝関係のプラモデル（HG00シリーズ）が発売されるのに合わせて、短期連載された。『00P』とタイトルについているが、5つのエピソードのうち4つは『00I』の時期のエピソードで、1つのみが『00Pファーストシーズン』のエピソードとなっている。

### 機動戦士ガンダム00F
『月刊ガンダムエース』にて連載。ときた洸一作画による漫画作品。本編ファーストシーズンと同時期の『00Fファーストシーズン』、本編セカンドシーズンまでの空白の4年間を描く『00Fセカンドシーズン』の2部構成。主人公フォン・スパークを始めとする作品オリジナルのキャラクターの他、他作の登場人物やメカニックなども登場する。単行本巻末には嘗てときたが手掛けた『がんばれ!ドモンくん ガンダムパーティ』同様のパロディ四コマ漫画『へれすて』が掲載されている（1巻を除く）。
ファーストシーズン
西暦2307年。31歳となったシャルはサポート組織「フェレシュテ」を設立。元重犯罪人のフォンをガンダムマイスターとし、武力介入を開始したCBの影でサポートを開始した。
しかし、ガンダム鹵獲作戦の最中に突如現れたガンダムマイスター「チームトリニティ」の登場と同時に事態は急変。彼等はフェレシュテの解体と、保管している0ガンダムの引き渡しを要求。フォンはそれに抗ったことで瀕死の重傷を負ってしまう。彼の回復を待つ間に、トリニティによる虐殺、プトレマイオスチームとトリニティの衝突、そして国連軍の結成と、世界には変革が巻き起こっていた。
この時、初めて裏切り者がいることに気付くが時すでに遅く、西暦2308年、CBは崩壊した。
セカンドシーズン
フェレシュテはCBが崩壊した後も、生き残ったメンバーとの接触に備え、ガンダムの改良と世界情勢の監視を行っていた。そこへ過去に死亡したはずのガンダムマイスター・ヒクサーが現れ、ガンダムサダルスードを奪取していった。彼は過去の出来事以来、自己を捨てヴェーダの目として世界を見ていた。
一方、フォンは独自に行動し、各地の反政府勢力と手を組みテロを画策していた。CBの理念に反する行動を始めた彼をシャルは反逆者として認定し、改めてヒクサーをフェレシュテのマイスターに任命し彼の追撃を開始した。
フォンはフェレシュテの追撃をかわし、ついにテロを決行。無数の小惑星を爆砕し、スペースデブリにより太陽光エネルギーを遮断する、地球全土を巻き込んだ未曾有のエネルギーテロを実行する。しかし真の目的は、CBの要であるコンピュータシステム「ヴェーダ」の所在の確認と奪取にあった。月の裏側にメインターミナルがあることを突き止めて駆けつけるが、フォンの行動を読んでいたリボンズによって、すでにヴェーダは別の端末に機能を移されていた。
この人類史上最大のテロを機に、デブリ処理のため宇宙へ労働者が送り出されると同時に宇宙開発が推し進められ、対テロ政策のため独立治安維持部隊「アロウズ」が発足することとなった。
フォンはその後、抜け殻となったメインターミナルを持ち出して姿を消し、消息不明となる。そして西暦2311年、フェレシュテはCBと合流。物語は『00I』へと続いていく。

### 機動戦士ガンダム00V
『月刊ホビージャパン』にて連載。『00P』同様、ショートストーリーと模型作例を中心とした構成である。
『00』本編よりもさらに先の時代の視点からの物語。テレビ本編では語られなかったミッションとそこで用いられたメカニックについて、主にとある歴史研究者と1人のエースパイロットの視点から見て語られるストーリー。
第12回（2009年1月号）からMSのデザイン掲載号の翌月号にMSのショートストーリーと模型作例が掲載されるスタイルに変更になった。

### 機動戦士ガンダム00V戦記
『月刊ホビージャパン』にて連載。主に『00V』で紹介したMSが実際に活躍するエピソードを、模型の作例を交えて紹介するフォトストーリー。『劇場版』に登場した機体のバリエーションの活躍エピソードも描かれている。

### 機動戦士ガンダム00I
『月刊ガンダムエース』にて連載。ときた洸一作画による漫画作品。本編セカンドシーズンと同時期のストーリー。単行本巻末には前作『へれすて』に続くパロディ四コマ漫画『だぼあい』が掲載されている。
ある日、普通の学生として暮らしていた青年レイヴは、「6人の仲間を集めよ」というヴェーダからの指令を受け、同時に自分が人間ではなくイノベイドであることを知らされる。医師であり「仲間を覚醒させる者」として目覚めたイノベイドのテリシラと共に仲間探しの旅に出るが、その旅には歴史の影でかつて活躍した人物たちも大きく関わってくることになる。
死んだはずのイノベイド、ビサイド・ペイン。親友グラーベの仇としてビサイドを追い、レイヴをビサイドと呼ぶヒクサー。CBの後方支援を担当する旧フェレシュテのメンバー、そして人類史上最大のテロ首謀者であるフォン。彼らとの関わりにより、レイヴ達は「6人の仲間」の目的、そして世界の裏で暗躍する者の野望を知る。

### 機動戦士ガンダム00I 2314
『月刊ガンダムエース』にて連載（第1話は『ガンダム00エース』に掲載）。ときた洸一作画による漫画作品。『劇場版 機動戦士ガンダム00 -A wakening of the Trailblazer-』と同時期のストーリーにして、『機動戦士ガンダム00外伝』の最終作品。新人マイスターとして、再結成されたフェレシュテに加入したレナード･ファインズ（レオ･ジーク）の視点から、劇場版の時代が語られる。

### 機動戦士ガンダム00N
『電撃ホビーマガジン』にて連載。作品世界で起きた様々な事件・エピソードを、当時のニュース映像や写真・画像、本編・外伝の登場人物などの手によるレポートや論文・書籍などから引用する形で紹介するフォトストーリー。2011年6月に刊行された『機動戦士ガンダム00N integrated G-ROOMS』には、「YOMBAN」で連載されていた『G-ROOMS』が『00N』と同様に再構成されたものが掲載されている。
作品コンセプトとしては「『MS ERA』のようなものをしたい」という『電撃ホビーマガジン』編集長の意見からきている。

## 登場人物
声優の部分は『SDガンダム GGENERATION』シリーズでの配役。

### ソレスタルビーイング / フェレシュテ

#### 第2世代ガンダムマイスター
シャル・アクスティカ
声 - 逢田梨香子（00P）、甲斐田裕子（00F）
『00P』1stの主人公。『00P』2nd、『00F』、『00I』にも登場。本名はシャル・ヴィルゴ。
『00P』1st当時は16歳。ごく普通の学生であったが、ワークローダーの操縦競技会において準優勝した才能に着目したヴェーダの指示により、グラーベによってガンダムプルトーネのマイスターに選ばれる。ひと癖ある他のメンバーに混乱するが“ガンヘタ（一見喧嘩腰だけど、本当はその人が大好きなヘタレ）”という珍語を発したり、何でも恋愛感情に結び付ける“ラブスパイラル”と学友に命名された病気があるなど、自分自身があまりマトモとは言い難いという自覚がない。ルイードに想いを寄せていたが、彼がマレーネと結ばれた事で失恋した。
その後、「プルトーネのGNコンデンサーを故意に暴走させ、テロリストのMSを機能停止させる」という危険な作戦に出撃。機体トラブルに見舞われ脱出できなくなり、救助に当たったルイードとマレーネが命を落としてしまう。2人の尽力で辛うじて脱出出来たものの、心身共に大きな傷を負ってしまった。後にこの事件は「プルトーネの悲劇」或いは「プルトーネの惨劇」と呼ばれるようになるが、本来、ヴェーダの承認したミッションに事故はあり得ず、事故はビサイドによって仕組まれたものである。
当初は薄茶色の髪の毛だったが、「プルトーネの悲劇」以降は銀髪に変質してしまっている。またテロメアが損壊し再生治療ができず、874がモレノに提供したテロメア再生用ナノマシンを含有した薬物を服用しなければ生きていけない体になってしまった。
『00P』2ndでは26歳。傷の後遺症からガンダムマイスターとしての登録は抹消され、エージェントとして活動している。傷痕のある顔の左側に前髪を垂らして隠しており、以前の快活さは影をひそめ、非常に暗い性格へと変貌している。ただし、グラーベがミッションのために女装したときはノリノリで化粧を施し、カメラまで用意して写真を撮りまくっていた。顔や身体の大きな傷痕は、「女性として」見たときにマイナス要因になる為、既に自身が男性から恋愛対象として見られないだろうと認識している。基本的にグラーベやヒクサーのサポートを主任務としているが、レナードとデルフィーヌへの接触など、ヴェーダの指示で独自に行動することもある。
『00F』1stでは31歳。「戦争根絶」というルイード達の想いを実現するため、「フェレシュテ」を設立。管理官として指揮を執っている。この頃には指揮官としての凛とした態度を身に付けている（本人は「狡猾になった」と評している）が、計画にないトリニティの出現に動揺するなど逆境にはあまり強いとは言えない。
『00F』2ndでは、脱走したフォンを「反逆者A13」と認定し、ヒクサーをフェレシュテの新マイスターに任命してフォンの追跡をさせる。しかし一方で、フォンを仲間として大切に想い続けている自分との間で苦悩することもあった。
『00I』ではフェレシュテ解散後のCBにて後方任務の指揮を執るが、常にフォンの行方を気にかけている。後にテリシラの呼びかけに答えて地球に赴いた際にフォンと合流し、GNハンマーとハナヨ用の新型端末を提供した。その時点では既に反逆者扱いはしておらず、「CBよりもっとずっと始末の悪いモノ」として、その行動を黙認している。
『00I 2314』では表だって動けないプトレマイオスチームに代わって、再結成されたフェレシュテの指揮を取っている。
ルイード・レゾナンス
『00P』1stに登場。25歳。ガンダムアストレアのマイスター。赤毛とブラウンの瞳の青年。技術者タイプの人間で、自身もメカに対する愛着心が強い。また「カラマーゾフの兄弟」を愛読するなど、文芸青年の面もある。
ワークローダーの開発者として業界では名を知られており、MS開発者として軍から誘われるほどだったが、争いを生む機械を作りたくないと言う理由から断り続けていた。数世紀先を行くとも言われるCBのテクノロジーに魅了されて、グラーベからのスカウトを受け入れたものの、マイスターとしてスカウトされたつもりはない。
陽気な性格で、紛争根絶のためとはいえ「人間を撃つ」ことには割り切りを見せられないでいるが、無理をして仲間の前では表に出さないように振舞っている。また女心には鈍感な性格で、シャルの自身に対する好意にも気付かなかった。意外にファッションセンスは良く、ライダースーツを着こなす。マイスターとして活動している間、マレーネの優しさに気付き、彼女に告白する。その後、結婚しフェルト・グレイスを授かった。「プルトーネの悲劇」にて、コアファイターが分離出来なくなったプルトーネからシャルを救出するためにアストレアで救助活動を行い、高濃度に圧縮されたGN粒子を大量に浴びて即死。傷一つない、眠るような死に顔だった。
マレーネ・ブラディ
『00P』1stに登場。25歳。ガンダムアブルホールのマイスター。金髪碧眼の容姿端麗な美女だが、元凶悪犯罪者という経歴のため、行動に大きな制約が掛けられている（爆弾付きの首錠と手錠、ガンダムの整備に立ち会えない、など）。組織ではマイスターというよりもMSのパーツの一つと見なされており、彼女自身も自らをパーツと称して鉄格子の部屋にいることが当たり前だと考えている。そんな境遇とは裏腹に優しい性格の持ち主で、戦争根絶への想いを強く持っている。
元々は宇宙労働者であったが「マーズの惨劇」と呼ばれる大量殺人事件を起こした罪により死刑判決を受けた。ただしその事件の真実は、閉鎖空間で致死率の高い伝染病が蔓延し、末期症状の同僚から苦しみを取り除くために、やむを得ず安楽死させる形で殺したというものである。救助すべき管理責任を放棄したユニオンの企業の思惑とは関係なく、自らの命で罪を償うつもりで執行の日を静かに待っていた。しかし、事件時に救助に駆けつけてくれたロバーク・スタッドの死に衝撃を受け、世を正すために自身の命を使うと決意し、グラーベからのスカウトを受け入れた。後にルイードのプロポーズを受け入れて結婚し、フェルトを授かる。それを機に予備マイスターとなり、ヴェーダの承認により手錠と爆弾付き首錠が取り外され、不穏分子としての扱いからも開放された。
「プルトーネの悲劇」ではアブルホールに搭乗していたが、窮地に陥ったシャルを救うために、ルイードと運命を共にすることとなった。シャルが後に身に付けるようになった髪留めは、彼女の遺品である。
ガンダムマイスター874 / ハナヨ
声 - 花澤香菜
『00P』、『00F』、『00I』に登場。10代前半の少女の容姿をしているが、その正体はホログラフの擬似生命体であり、データ上のみの存在であるイノベイド。
『00P』1stではガンダムサダルスードのマイスターを務める。初めの頃は感情が乏しく、機械的な会話しかしなかったが、他のメンバーとの交流によって徐々に人格が形成されていった。
『00P』2ndでは肉体を与えられて武力介入に参加する予定であったが、自身のために造られた肉体を見て、命を奪ってしまうのではないかと懸念し、その肉体を受け取らなかった。この肉体から誕生したのが「エージェント887」である。
グラーベの死から「組織の内部に裏切り者がいる」と確信したため、887から一時的に肉体を借り、イアンとシェリリンによって急ピッチで組み上げられたガンダムアルテミーに搭乗、太陽炉を奪い襲撃をかけてきたビサイド・ペインと対峙する。次第に追いつめられるが、グラーベの駆るラジエルの救援に窮地を脱し、安堵から気を失い戦線を離脱する。戦闘後、内戦の責任を問われて機能制限を掛けた独立端末（ハロ）に封印された。
『00F』1stでは「ハナヨ」の名前で、フェレシュテのメンバーとして登場。猫を思わせる特徴的な形のハロを端末として行動。自身の頭にも猫の耳のような突起がついている。戦闘におけるフォンの相棒で、共にMSに乗りサポートを行う。同時に監視役としての役割も持ち、任務時の手錠の解除や終了後の再施錠を行う。ヴェーダを介して他のハロとデータリンクする事も可能。我の強いフォンに強い影響を受け、さらに人間に近い感情を持ち始めている。シェリリンとも仲が良く、仲間として大切に思っている。
『00F』2ndで、ハヤナによって端末が破壊されるが、シェリリンの尽力とヴェーダの何らかの意向によって復活する。その後シェリリンが行ったシステムアップデートにより、ハロがいる場所であれば量子通信を通してどこでも姿を現せるようになった。この時から猫の耳のような突起はなくなり、『00P』に近い服装になっている。最終的にヴェーダの意向とは関係なく、フォンに付いて組織を離れる。
『00I』でも引き続きフォンのサポートを行っており、修復された端末もシェリリンからフォンに渡されている。

#### 第3世代ガンダムマイスター
グラーベ・ヴィオレント
声 - 千葉一伸
『00P』2ndの主人公（単行本版では1stから登場）。『00F』2ndにも登場（後述）。ガンダムラジエルのマイスター。MS戦や生身の白兵戦にも秀でており、情報操作やプトレマイオスチームのマイスター候補の調査及び直接のスカウト同行など、主にCBのインテリジェンス・オフィサー（「諜報」「防諜」など機密に携わる役職）として活動する。
その正体はスカウト用に造られたイノベイド。製造されてからしばらくの間は民間人として「ユニオン人類歴史研究所」の研究員を務めていたが、第2世代マイスターのスカウト開始にあたってヴェーダにより覚醒させられた。ロベールは研究員時代の同僚で、その頃の友人でもあった。
性格は生真面目で律儀。サングラス（見えすぎる目を保護するためにかけている）と膝近くまである長い黒髪が特徴的。基本的には自分やラジエルの正体を完璧に秘匿しながら任務の遂行にあたるが、必要に応じて相手に素顔を晒して直接会話を交わすこともある。
「プルトーネの悲劇」後、ラジエルのマイスターとして本格的に活動を開始。ロックオン（ニール・ディランディ）やアレルヤをスカウトした。
シャルがフェレシュテを設立した暁にはヒクサーと共に協力する約束を交わしており、かつて“完璧すぎる証拠隠滅”からCBの存在を嗅ぎつけたフォンをそのメンバーとしてシャルに推薦した。後に、ヴァーチェとの模擬戦で爆炎に包まれ瀕死の状態のヒクサーが何事もないように生還したことから、彼が自分と同じイノベイドであると気づくことになる。
突然ヴェーダにスカウトとしての任務を解かれ、自分の行動の正当性を証明するためレナードとデルフィーヌの駆るティエレンチーツーを撃破する。その結果、彼らにかけられた抹殺指令を解除させることに成功するが、帰還後にビサイドに操られたヒクサーに撃たれ、致命傷を負う。モレノの必死の処置により一時的に蘇生するも、自分の死が免れないものであると自覚していた。ビサイドの操る1ガンダムの襲撃に際して、GN粒子貯蔵タンクを急遽搭載したラジエルで無理を押して出撃し、ビサイドをイオリア計画を阻害するものと断定して撃破。残りの命が尽きる直前、廃人と化していたヒクサーに（別人を装って）最後の通信を行った。その後、静かに息を引き取り、ラジエルとともに宇宙空間のいずこかへと流れていった。
2314年（『00I 2314』）時点、ヒクサーの計算によると、グラーベを乗せたオリジナルのラジエルは現在木星圏付近を漂流中と予想されている。
『00F』2nd終盤では、ヒクサーとともに『00P』当時の性格を引き継いで再製造された別個体が登場する。この別個体はブラックGNセファーに搭乗したが、ヒクサー（かつてグラーベを撃った本来のヒクサー）に「命の重みのない存在」として、撃破された。
ヒクサー・フェルミ
声 - 立花慎之介
『00P』2nd、『00F』2nd、『00I』に登場。ガンダムマイスター。イノベイドであるが自他共にその事実を知らず、ある時期までは人間としてヴェーダにデータ登録されていた。時折つけていた日記には、自分が人間ではないのではないかという苦悩と、それを告白すべきかという逡巡が綴られていた。
『00P』2ndでは、グラーベの相棒としてGNセファーのパイロットを務める。陽気で気さくな性格で、グラーベを「グラーベちゃん」とよぶ。人を笑わせるのが好きだが、グラーベとシャルは性格に難があり中々笑わせることが出来ない。ビサイドに操られ、グラーベを自らの手で殺してしまったことで深いショックを受け、廃人同然の状態に陥るが、グラーベが最期に残した「生きろ」という言葉に生き続ける決意をする。
その後は自我を放棄してヴェーダの忠実な端末として生きることとなり、マレーネやフォンと同様に小型爆弾内蔵の首錠を装着の上、ヴェーダ専属のエージェントに配属された。この時期にイノベイドに登録変更となったため、マイスターに関する情報から抹消された。これによって個人情報がシャル達にはアクセス不能なレベルに引き上げられたため、「情報の抹消＝死亡」とシャル達に誤認された。
『00F』2ndではもう1人の主人公として登場。『00P』の陽気な性格とは反対に物静かな性格に変貌しており、ハヤナと行動を共にする。突然フェレシュテの面々の前に現れ、ガンダムサダルスードTYPE-Fを奪取し、世界の監視を行う。その間にフォンと何度か邂逅を繰り返し、再び自己を確立していく。フォンが反逆者として認定された際にはフェレシュテの新たなガンダムマイスターに任命され、追撃任務に就くが、戦いの中で彼を理解していく。終盤では陽気であった頃を模して造られた自分の別個体、そしてグラーベの別個体と戦い、自分の存在を再確認し勝利。その後、フォンとの決着をつけようとするが叶わなかった。一連の事件後はフォンを追い続けることを宣言し、サダルスードを返却してハヤナと共に旅立つ。
『00I』ではビサイドを親友グラーベの仇として探しており、1ガンダムが保管された秘密格納庫で対峙したレイヴを、事前にヴェーダから得ていた情報に基づいて「親友の仇」と断定し、その場で銃を突きつける。しかし1ガンダムが自動的に起動した為その場を退却しシャルと合流。借り受けたラジエルに搭乗し、1.5ガンダムに戦いを挑むがビサイドの特殊能力「インストール」に敗れ、自分の頭を拳銃で撃ち抜くよう命令される。だが、グラーベの残した「生きろ」の言葉に奮起、インストールを強靭な意志で拒絶し、ビサイドを一旦撤退させることに成功。
軌道エレベーターにおいて行なった再戦ではフォンから借りたサダルスードを囮にしてビサイドの隙を突き、ラーズの協力もあって見事親友の仇を討った。長らく単独行動を取っていたが、これ以後CBに合流した。
『00I 2314』ではハヤナやデルと共に木星圏でダブルオークアンタ用の太陽炉を製造するが、11年前に亡くなったグラーベを乗せたオリジナルのラジエルを探索する為に木星圏に残り、木星圏に出現した超大型ELSを目撃する。圧倒的不利な状況（ヴェーダへの通信もELSを引き寄せる為不可能）から宇宙船の機能を全て停止させて、その場をやり過ごした。

#### その他
フォン・スパーク
声 - 岡本信彦
『00F』の主人公で、『00P』2nd、『00I』にも登場。本名はロバーク・スタッドJr.。
宇宙労働者の両親の間に生まれるが、事故により父を失い、幼くしてテロリストとなる。幼い頃にサーシェスと共に活動していたこともある。「あげゃげゃ」（幼少時は「あけゃけゃ」、『00P』時は「あぎゃぎゃ」）という特徴的な笑い方から、「フォン（音の）・スパーク（爆発）」と呼ばれるようになり、CBに参加後もコードネームとして使用している。
常に傍若無人に振る舞い、一見ただの精神破綻者にも見えるが、リボンズをも出し抜く高い知性や尋常ではない洞察力をもち、他のテロリストから「切れ過ぎる」と危険視される。その行動力の源は「自分が自分の能力を活かし、自分として自分らしく生きてゆく為にはどんな不都合な事実からも目を逸らさず、問題解決の過程が困難であればあるほど熱意をかきたてられる」という性格であり、そのためにCBやフェレシュテの利益や理念に反する行動も厭わない。自らの行動は、それ自体「相手がどう対応するか」を考えたものであり、相手の対応に対して更に二手三手先を読んだ行動をとる。
『00P』2ndの時代、AEUに雇われたPMCの一隊を若干13歳ながら束ねていたころ、完璧に証拠隠滅された事件があることに興味を持ち、アグリッサ タイプ7を駆りガンダムラジエルの鹵獲を試みた。結果として失敗したものの、グラーベにその実力を評価され、マイスター候補に選ばれることとなる。
『00F』1stでは18歳。CBの呼びかけに応え、フェレシュテ所属のガンダムマイスターとなる。改修された第2世代ガンダムを全て乗りこなす技術と887から「えげつない」と評されるほどの非情に徹した戦いぶりをもつが、元テロリストという経歴から、任務時以外は常に手錠と小型爆弾内蔵の首錠を付けられ、行動を制限されている。CBの理念には全く興味が無く、自身とガンダムの力によって世界を変革する事を最大の悦びとしている。刹那に対しては、自分の意思で物事を変えようと行動する人間であることから好感を持っている。逆に、黒幕であるリボンズに対して「自分の生き方以外は認めようとしない」と評し、王留美に対しても「他人を当てにして自分自身は何一つ行動を起こしていない」という点から嫌悪感を隠していない。
フェレシュテを襲撃したトリニティと一戦交えた際にヨハンの判断で首錠を爆破され瀕死の重傷を負ったがハナヨの応急処置とモレノの治療で一命をとりとめる。その後、CBと国連軍の決戦地にて、キュリオスの太陽炉を回収した。
『00F』2ndでは理念の違いからシャルと決裂、アストレアTYPE-F2とともに、フェレシュテから脱走する。その後、地球連邦を裏で操る何者かの存在を焙り出すために、各地の反政府勢力と手を組むなど独自行動を開始するが、シャルにその行動・思想がフェレシュテへの反逆にあたるとして「反逆者A13（第一級反逆者）」に認定され、新たにマイスターに任命されたヒクサーを差し向けられる。ヒクサーの追跡をかわしつつ、ファクトリー艦エウクレイデスを強奪。さらには一時的にイノベイドと結託して、地球に向けて押し出したアステロイド群を衛星軌道上で爆破し、その破片をばら撒くことで太陽光発電を妨害する一大テロを決行。この状態で優先的に電力供給がなされている地点を見極めることで、ヴェーダ本体の位置、さらには黒幕（リボンズ）の所在を明らかにすることに成功する。抹殺任務を帯びたイノベイドたちの第2世代ガンダム複製機を退けてヴェーダに向かうが、ヴェーダは既にリボンズによりソレスタルビーイング号内の端末に機能を移行されて抜け殻となっていた。しかしフォンは月面にアストレアTYPE-F2を残して抜け殻のメインターミナルを持ち出し、ハナヨと共に行方をくらました。
『00I』では23歳。奪取したメインターミナルの再起動に成功し、そこから得られる情報を使い独自の行動を開始した。かつて自ら撃破した第2世代ガンダム複製機を回収・修復して使用する。ヴェーダにアップされるデータから「6人のイノベイド」の計画を知り、自らも介入を開始。ビサイドと対立するレイヴやヒクサーに援助することで計画に踏み入り、最終的に計画のオブザーバーとして迎えられる。
『00I 2314』では、ELSとの戦いの裏でレオの駆るガルムガンダムと戦いながら、自らの搭乗していたアストレアFにELSを同化させ、手に入れたが真意は不明。
ガンダムEXAにも登場し、持ち前の行動力で全く別次元への潜入に成功するなどしてストーリーにも大きく関わることになる。
シェリリン・ハイド
声 - Lynn
『00F』、『00I』に登場。『00P』2nd、『00V』、『00V戦記』にもゲスト登場。もともとはモレノが保護した孤児。CBのメカニックであるイアンの弟子で、卓越したメカニックセンスを持つ。またCBのオペレーターであるフェルトとは、同性同年代の親友同士である。
『00P』2ndでは10歳、ガンダムアルテミーの建造にメインで関わる。
『00F』当時は14歳（1st時点）。フェレシュテ所属のメカニックとなる。当初は無表情な面が目立ったが、次第に年頃の女の子らしい面も見せるようになった。ハナヨが友達であり、任務以外ではハナヨと行動を共にする事が多い。
『00I』では19歳。性格も明るくなっており、アルテミーを母体にしたGNアーチャーの設計に携わっている。また『00V』では第4世代ガンダムのGNヘビーウェポンの開発にも関わっており、『00V戦記』ではハナヨからの依頼を受けて新武装「GNハンマー」を開発。イノベイター勢力との戦いが終わった後も研究を続け、GN粒子貯蔵タンクの使用可能時間を飛躍的に延長し、初期段階ではわずか0.03秒しか維持できなかったトランザムモードを長時間維持できるように改良している。
『00I 2314』では21歳。シャルの補佐としてガンダムのリペア及びメンテナンスを担当している。
エコ・カローレ
『00F』、『00I』に登場（総集編や単行本でのみ『00P』2ndにもゲスト登場）。
『00P』2ndの時点ではCBのガンダムマイスター候補であり、予備審査はパスしたものの、刹那達現在のマイスターに劣っていたため落第。操縦技術は並みのパイロットを遥かに凌駕しているが、突発的なアクシデントへの対応力があまりにも低く、普段どおりの実力を全く発揮できなくなる点が落第の理由である。その後、フェレシュテ設立にむけて、アストレア稼働テストに参加している。
精神面では「悪い意味で凡人」。物事を額面通りに受け止め、裏を読む能力に欠ける。彼にとっては手錠を掛けられ、首錠で拘束された状態でも不遜さを失わないフォンは到底理解できない存在であり、フォンの行動がフェレシュテやソレスタル・ビーイングの助けになった際にも「偶然」と言い張り、シャルやシェリリンが高評価していても「アイツはただの変わり者」と馬鹿にしている。
『00F』1stでは30歳。フェレシュテ所属のパイロットとなっている。フォンからは「おっさん」と馬鹿にされており、シェリリンからは「組織で立場のない人」とまで言われる。「自分が一番ガンダムをうまく操縦できる」と不満を漏らすが、フォンばかりがミッションに当たるので実際にMSを操縦することは少ない。
『00F』2ndにてフォンが組織を離脱した後も、ヒクサーが新たなマイスターとなったため、ガンダムに搭乗することはなかった。
『00I』ではCBに合流して、シャルの下でパイロットを務めており、GN粒子貯蔵タンクを搭載したアストレアTYPE-F2で物資探索等の任務に当たっている。シェリリンからテリシラと容姿が似ていると言われるが、シャルからは断固として否定された。
『00I 2314』では37歳。レオに対しては先輩風を吹かせているが、雑用ばかりやっている。現状認識が甘いのは相変わらずで隠密活動が前提の現状を把握しておらず、シェリリンに突っ込まれている。カレルに搭乗したハロに命令を下しているのが最後の登場で、その後の去就は不明。

ハヤナ
声 - 花澤香菜
数字表記では「887」。元はデータ上の存在であるガンダムマイスター874（ハナヨ）が武力介入に参加するために造られた肉体だったが、本人が受け取りを拒否したため、新たに「887」としての人格を与えられ、以降エージェント887として活動している。
人工細胞を組み上げて造られており、常人とは一線を画す身体能力を持つ。尻尾はアクセサリーではなく、実際に体から生えているかのように動いている。
『00P』では自分が生み出された経緯から874を母や姉のように慕っていたが、アルテミーを操縦するため874が彼女の肉体を借り受ける際に、自分を失う恐怖から拒絶反応を起こし人格が一度崩壊してしまう。その後無事に肉体は戻ったが、自分の肉体を奪われたというトラウマから、その時の事を悪夢に見るようになる。
ヒクサーがエージェントとなった際にヒクサーに付いていき、行動を共にする。他の人間に対しては小馬鹿にしたような態度をとるが、彼にのみ従順。ヒクサーが新たなフェレシュテのマイスターに任じられた後は、ガンダム収容コンテナやGNセファーを操縦しヒクサーのサポートを行っているが、フォンと出会ってから変わっていくヒクサーの心に戸惑いを見せる。一度肉体を奪われた経験からハナヨを憎悪し、殺害（破壊）を試みるが、別個体の自分と戦うヒクサーの「同じ遺伝子でも、同じ肉体でも別人だ!」という言葉に憎しみを解いていき、『00I』終盤では「姉さん」と呼ぶまでになる。
『00I』では修復されたGNセファーでヒクサーのサポートを行う。
『00I 2314』ではヒクサーやデルと新型ガンダムの太陽炉を製造する任務に就き、それを運搬する輸送船に乗ってCBの基地へ向かっているが、ヒクサーが木星圏に残ったので少々ふてくされており、ELS関連の騒ぎではラーズを指して「友、友って言う男に振り回されるのはもうゴメンよ!」と言っている。
デル、レオのサポートを行い、憎まれ口を叩きつつも秘匿されていたティエレンチーツーのメンテナンスやガルムガンダムに搭載する擬似太陽炉の手配をした。

### 人類革新連盟「超人機関技術研究所」
レナード・ファインズ / レオ・ジーク
声 - 笹沼尭羅
『00I 2314』の主人公。初登場は『00P』2nd。超人機関で生み出された超兵の1人。
『00P』2ndでは7歳。階級は特務少尉。ティエレンチーツーを乗りこなす能力を持つ。脳量子波を自由に使いこなせないために、正式な超兵として認められてはいないものの、勘働きのような形で能力が発現し、センサー類に反応しないガンダムの存在を感じ取ることが出来る。また、ガンダムを太陽炉の発する光になぞらえて「キラキラ」と呼ぶ。グラーベとの戦いで、彼が自分達を救う為に戦った事に気づいた。
『00I 2314』では19歳。グラーベとの戦いを切っ掛けに、デルフィーヌと一緒にCBに加入した。「レオ・ジーク」というコードネームを名乗り、再結成されたフェレシュテにて、リペアされたガンダムを使用する任務を担当。すっかり成長し背もデルフィーヌを追いぬいたが、優しげな面立ちや性格は変わらず、任務においてもそれを感じさせる。普段は肩の少し下あたりでリボンを結んでいるが、ミッション時には後頭部の高い位置で結んでいる。『00P』以降の時代に何らかの事故で左腕を失っており、義手を付けている。
ケルディムガンダム サーガやアリオスガンダム アスカロンを使用したミッションを担当していたが、終盤ではELSの襲来を防ぐため、軌道エレベーターの作業員の身分を偽装して宇宙に上がり、ハヤナによって整備されたガルムガンダムを受領。プトレマイオスチームとは別方面でELSの迎撃にあたっていたが、軌道エレベーター内の脳量子波遮断施設に接近するELSを引き離すために脳量子波を発生させ、命を賭して自身の機体にELSの群れを誘導する。機体と身体が浸食を受ける中で死を覚悟していたが、命尽きる寸前でアーミア・リーと共鳴し、刹那との対話によってELSが人類を理解したことを知らされる。これにより、身体を侵食していたELSと共生関係となって無事帰還。失われていた左腕はELSによって再構成され、イノベイターとして覚醒している。
数年後、人類がイノベイターとして覚醒するにあたって起きた紛争を鎮めるため、ELSとの融合によって誕生した「ガルムガンダムE」で出撃している。さらに後の時代（西暦2364年）では、外宇宙航行艦スメラギの先発隊として、オリジナルの太陽炉を搭載したサキブレのパイロットとなった。そして、これまで関わってきた全ての人々に感謝の言葉を述べながら、人類とELSが共存する新たな世界を求めて、量子テレポートを行って外宇宙へと旅立っていった。『00N』によれば、彼はサキブレの1号機に搭乗しており、人類未到達の宙域で未知の生命体が住む惑星を発見している。この惑星は外宇宙航行艦「スメラギ」の目的地となった。
デルフィーヌ・ベデリア / デル・エルダ
『00P』2nd、『00I 2314』に登場。レナードのパートナーとなった次世代開発研究所の女性パイロット。
『00P』2ndでの階級は中尉。ティエレンチーツーの後部座席で火器管制を担当する。超兵とはいえ幼いレナードのパートナーをさせられていることに若干の不満を持っており、強い態度でレナードに接することがままある。夜の街角で遭遇した“生存の確定情報が無いゴースト（ハレルヤ）”との邂逅を機に、レナードが自分が人を殺めぬよう心を砕き、また敵であっても他者を傷つけることを怖れている自分に気付く。
『00I 2314』では38歳。「デル･エルダ」のコードネームを名乗り、レナードと共にCBに加入。ツンケンした言動が目立つのでシェリリンには「ツンデル」と呼ばれている。ハヤナやヒクサーと共に木星圏でダブルオークアンタ用の太陽炉を製造し、グラーベの遺体とラジエルを探すべく木星圏に残留したヒクサーと別れ、新造された太陽炉を積んだ輸送船でハヤナと共にCBの基地へ向かっている。
アリオス アスカロンがELSに浸食された際には、レオと合流し共に十数年ぶりに起動したティエレンチーツーを駆ってELSを撃破した。
シェプ・アルワン
『00P』2ndに登場。研究機関の特殊部隊の1人。“ゴースト”追跡中にグラーベに暗殺される。

### 国連
デボラ・ガリエナ
国連の軍事条約査察チームに所属するパイロット。西暦2307年時点では24歳。国連加盟国の新型機を監査するという仕事柄、各国の機体に搭乗する機会があり、沖縄のユニオン基地ではシェルフラッグに搭乗し、ガンダムエクシアと交戦した。また、同じく国連に所属していたアレハンドロ・コーナーから「ジンクス」のプロトタイプである「スローネ ヴァラヌス」のテストパイロットを依頼され、自身がCBの人間であることも明かされている。ロベールとは行く先々で出会ってしまう、本人曰く「腐れ縁」の仲である。地球連邦軍への所属後は、赤いカスタムカラーの施されたアドヴァンスドジンクスに搭乗し、様々な任務をこなしている。
エイミー・ジンバリスト
声 - 柿原徹也
ユニオン出身のエースパイロット。『1st』におけるCBとの決戦にも予備パイロットとして参加しており、専属パイロットが死亡したジンクスに搭乗し、ガンダムと交戦している。太陽炉搭載型MSに対する操縦適性が極めて高く、乗機をまるで暴れ馬を乗りこなすように操縦する姿から「鋼鉄のカウボーイ」と呼ばれるようになった。その反面、反地球連邦勢力など彼に恨みを抱く者からは「統一世界の悪魔」と呼ばれ畏怖の対象となっている。その適性の高さを生かして主にアドヴァンスドジンクスに搭乗しているが、任務に合わせて他の様々な機体に搭乗することもある。かつては第3世代機のマイスター候補リストにも入れられていたが、当時は太陽炉搭載機がガンダム以外に存在しておらず、彼の才能も開花していなかった（動体視力等は抜群だが、同期生に比べてあまりにも操縦が下手で、指導教官も頭を抱えるほどだった）ため、スカウトされるには至らなかった。
悶々とした日々を送っていたある日、謎の美女（実は女装したグラーベ）に｢あなたは地球の救世主になるかもしれない。命を大切に…」と忠告を受けた。この言葉は彼の脳裏に強く焼き付き、以後は自身の命を第一に考えて行動するよう心がけ、無事生き延びていた。
女児を望んでいた両親によって「エイミー」という名前をつけられ、幼少期は女の子として育てられた過去があり、その反動と美貌からなのか、女性に対して非常にだらしない。それ故にシャルから「そんな女たらし、死んでも構わないんじゃないですか」とまで評されるほど。彼もロベールやデボラとは行く先々で頻繁に会うようになり、ロベール曰く「因縁めいたもの」があるようだ。多くの特殊な機体と交戦し、また自身も特殊な機体に搭乗して多くの戦闘を重ねているが、苦戦を強いられたり引き分け同然の結果で終わるなど、なかなか色よい結果を残せていない。その反面、「撃墜されて墜落し、建物一つを壊滅的に壊してしまったが、そこが敵の重要拠点だった」など、悪運の強さにおいては並々ならぬものを持っている。
しかし、マイペースな上「悪い意味で正直」な為、ノーヘッドのテストパイロットを務めた際には「頭のない機体なんて格好悪い、あり得ないだろ」と言ってしまい開発陣と大喧嘩になってしまった。
『00V』MSの解説（ドラマパート）の第11回から第15回までは、彼を主人公として執筆されている。
『00V戦記』では、2314年の対ELS地球圏防衛戦において、メカニックの意見も無視して、「今まで苦楽を共にしてきた相棒」という理由で最新鋭機より3世代も前のアドヴァンスドジンクスで出撃。ジンクスIVを模倣したELSに撃墜される寸前、ガンダムに助けられるという悪運の強さを見せている（この事でエイミーは今までのガンダムに対する蟠りを捨てようと考えた）。

### イノベイド
レイヴ・レチタティーヴォ
『00I』の主人公。18歳（人間社会でのデータ上）。ビサイドと瓜二つの容姿（塩基配列パターン0026タイプ）を持つイノベイド。普通の学生として暮らしていたが、ある日突然イノベイドとして覚醒し、「6人の仲間を集めよ」という指令を受けた。自身の新たな立場に戸惑いながらも、「イノベイドが端末として使い回されるだけの生き方から開放される日」の実現を目指して行動する。
同志となる資格を持つイノベイドを見分ける能力、そして人間とイノベイドを見分ける能力を持つ。但し同志かどうかは直視では見分けることはできず、写真や映像の状態（本人が遮蔽物などで見えなくても、その空間内にさえいれば認識可能）でしか見分けることはできない（ヴェーダによって写真や映像に埋め込まれた「タグ」によって、同志を見分けている）。
その身体はビサイドのオリジナルボディで、1ガンダムからの記憶のダウンロードでビサイドに身体を乗っ取られてしまうが、そのパーソナルデータはヴェーダにバックアップされていた為、フォンやテリシラの尽力によって復活する。その見返りとしてフォンに「6人の仲間」についての説明を行うが、自分（見つける者）とテリシラ（覚醒させる者）は最終的に「仲間」には該当しない可能性を指摘され、判明している仲間6人全員を覚醒させる事にする。「6人の仲間」が揃った事で「新たなる監視者」としての使命を知るが、ビサイドの攻撃によってバランスを崩した軌道エレベーターを救うため、1.5ガンダムに乗り込んで出撃。
GNフェザーで軌道エレベーター頭頂部を包み込み、GN粒子の質量操作効果を反転させることで倒壊を防ぎきった後、1.5ガンダムに潜んでいたビサイドとの二度目の戦いに勝利した。一連の事件後は「6人目の仲間」の代わりにフォンをオブザーバーとして迎え入れ、自身は「世界を観る旅」に出た。
ビサイド・ペイン
声 - 小林ゆう
『00P』2ndに登場。リボンズと同じ塩基配列パターン0026タイプのイノベイド。特殊能力として、他のイノベイドに強制アクセスし、自らのパーソナルデータを上書きして支配する「インストール」や、同じ塩基配列のイノベイドにすべてのパーソナルデータを転送する「セーブ」を持つ。リボンズに信頼され、開発中の擬似太陽炉製造施設の管理を任されていたが、マイスターはイノベイドであるべきであると考え、リボンズが自らの滅びを防ぐ為に進めた人間によるマイスター計画に反対し、「プルトーネの悲劇｣を引き起こし、また自らの能力を用いてマイスター候補者を抹殺していた。基本人格は「計画が狂う事を極端に嫌う」と設定されており、自らの存在を「計画に匹敵する」とまで言ってのけた。
ヒクサーを操って、マイスター候補者をスカウトしていたグラーベを殺害した後、自らは1ガンダムに搭乗し、同じ0026タイプのイノベイドが搭乗する2機のGNキャノンを引き連れて、874のガンダムアルテミーを襲撃した。あと一歩まで追い詰めるが、排除した筈のグラーベが再び立ちはだかったことに激しく動揺し、冷静さを失ってしまう。それでも、インストールによりグラーベを操ろうとするが、既にグラーベはヴェーダ内で死亡扱いとされており、他のイノベイドとのリンクが隔絶していたために失敗。ラジエルのビームサーベルでコックピットを斬られて消滅した。寸前にパーソナルデータをサブボディにセーブしようとしたが失敗、残されたサブボディは人格を書き換えられ、社会監視用に転用された。
しかし、実は消滅したのはオリジナルと思い込まされていたサブボディであり、オリジナルの彼は随伴していたGNキャノンのうちの1機に搭乗していた。その後人格データを書き換えられ「レイヴ・レチタティーヴォ」として社会に出されるも、秘密裏に保管していた1ガンダムに人格データのバックアップを残しており、『00I』にておびき寄せたレイヴを乗っ取り復活する。その後フォンと戦って深手を負い基地に保管されていたサブボディに移る。しかし体を乗り換えた事で「6人の仲間」から除外されてしまったことに気づき、再度レイヴの体を手に入れんと画策する。
リジェネの手引きで軌道エレベーターにやって来たレイヴ達を襲撃するが、ヒクサーとハヤナ、協力したラーズによって1.5ガンダムを無力化され追いつめられ、グラーベへの謝罪をヒクサーから要求されるが、最後まで己の傲慢さを悔いる事無く抵抗しようとしたため射殺された。
しかし、その直前に1.5ガンダムの中に自身の人格のバックアップを仕込み、機体に搭乗したレイヴの肉体を再度奪って自分以外の「6人の仲間」を消し去ろうとするが、フォンのアヴァランチアストレアの妨害を受け、記憶の海に消えさる事無く確固たる意志を以て存在を主張したレイヴに敗れる。そしてバックアップデータの状態で1.5ガンダムごとイノベイター勢力に引き渡された。
テリシラ・ヘルフィ
『00I』に登場。医師として暮らしていたが、レイヴから連絡を受けたことでイノベイドとして覚醒し、共に仲間を集めるべく行動することとなった。「6人の仲間」の資格のあるイノベイドを覚醒させる能力を持つ。実年齢（人間社会においての年齢）は40歳だが、不老の因子を持つことから年老いる事無く20歳前後の外見を保っている。名医としてかなりの名声を得ている模様で（覚醒後、それゆえに「帰還」させ難くなっていたのではないかと自ら予測している）、レイヴが彼を知ったのもTV番組にコメンテーターとして出演していた姿を見たためである。以前「国境無き医師団」に所属していた際に、後にCBに参加した医師ジョイス・モレノと知己を得ており、それ以降彼を師と仰ぎ「モレノ先生」と呼んで慕っている。
実はかなりの紅茶党でコーヒーは飲まない。コミュニケーションの場でもコーヒーは飲もうとはせず、たとえティーバッグでも紅茶の方がいい模様。
1ガンダムに乗って現われたレイヴ（ビサイド）に違和感を抱いて一時袂を分かつが、独自に接触したシャル・アクスティカとフォン・スパークの協力でレイヴの体を取り戻す。信用できないリジェネの代わりにティエリアを仲間に出来ないかと考えてCBの秘密ドックへ赴くが、アロウズの攻撃によって接触できずに終わる。シャルに「頭の切れる第三者」と言う事で紹介されたフォンの許にいるレイヴと合流、話し合った結果ハーミヤとリジェネを覚醒させる。
全てが終わってからは、スルーやハーミヤ、ブリュンと暮らしながらこれまで通り医者を続けている。
『00N』では極秘裏に連邦と協力体制を敷きヴェーダから得たデータを提供している。
『00I 2314』においては連邦政府に協力し、ELSの浸食を受けたアーミア・リーの検分に立ちあい彼女の純粋種への覚醒を見届けている。
ブリュン・ソンドハイム
幼い少年型のイノベイド。外見年齢8歳。テリシラによって「6人の仲間」として覚醒させられている時にラーズに狙撃された。昏睡状態で入院しているところを、イノベイドの不老化ナノマシンを欲するドクター・リヒカイトによって誘拐され、少女の人形の様な姿を模した生命維持装置に繋がれ、血を抜き取られていた。レイヴ達によって救出され、意識が戻ると共に強力な量子通信能力に目覚めた。運動機能が回復しておらず、身動きは取れないが仲間同士の繋ぎ役を務める。先述の通り少女の様な姿だが、れっきとした男である。
イノベイド・ハンターとなる前のラーズの「子供」として世に出されていたが、ヴェーダに回収された際にその記憶は失われている。しかし、脳量子波の感覚からラーズをかつての父であると確信し、そのことからラーズとの合流後は「お父さん」と呼ぶようになっている。
ラーズ・グリース
自身もイノベイドでありながら、他のイノベイドを「似非人（えせびと）」と呼んで殺害する「イノベイド・ハンター」。西暦2185年（本編の127年前）に社会に出されたが、その数年後にヴェーダとのリンクを断ち、以後100年以上に渡り、自身が顔を知っているイノベイド（主に塩基配列0666タイプ）を殺害し続けている。殺害の際には神に祈りながら犯行に及ぶ。大きな傷が走る左目の眼球は精密機械の義眼となっており、狙撃用ライフルを接続することで精密狙撃を行うことが可能。大きな衝撃を受けるとその左目から血涙を流して泣き叫ぶという奇癖を持つ。ヴェーダとのリンクが断たれているのは本来の左目が失われているためであり、現在はヴェーダへの送信しかできない状態だが、覚醒後はブリュンの脳量子波を介する事でヴェーダとアクセスし、その機能を利用する事ができる。
かつてイノベイドの妻と子供（今のブリュン）がいたが、西暦2188年、妻・ピティホープとブリュンが突如失踪。妻に再会した時にはイノベイドとしての自覚を取り戻して別人となっていた。この時点でラーズは「ブリュンは何者かに殺された」と考えており、自分を洗脳しようとした妻や、それに同行していた0666タイプのイノベイドを「ブリュンを殺した犯人」と断定し、復讐心にかられて全員を殺害した。その際に左目をナイフで刺されたことが、義眼を埋め込むきっかけとなっている。
ピティホープが覚醒し、ブリュンは「帰還」していたにも関わらずラーズが記憶の消去や改竄をされる事無く放置されていた理由は不明。
彼もレイヴが捜し求める「6人の仲間」の1人であり、ヴェーダの量子通信を利用して機械を操る能力を持ち、無力化のためにトライアルシステムが必要なガンダムにすらハッキングを仕掛けることが出来る。その本来の用途は「ヴェーダに対しての拒否権」としてヴェーダ自体を強制停止させるための能力。
覚醒後、自身も「似非人」であったことに大きなショックを受けて能力が暴走、メメントモリやカタロン支部のティエレンを操って自殺を試みるが、レイヴ（の身体を乗っ取ったビサイド）の1ガンダムが現れたことで未遂に終わる。その後はテリシラ邸地下で強制的に眠らされながらブリュンに脳量子波で説得されていたが、目覚めた後に「罪を償うまで死ねない」と言い残し姿を消す。眠っている間にヴェーダからダウンロードされるデータから「同族であるイノベイドを道具として使う」リポンズの下を訪れ銃を向けつつも話し合うが、根本的な価値観の違いから物別れに終わる。その後テリシラ邸を襲ったビサイドの前に現れ、1.5ガンダムにハッキングを掛けて撤退させる。
軌道エレベーターにおいてヒクサー達のビサイド迎撃に協力して1.5ガンダムを無力化するが、ビサイドの攻撃によってバランスを崩したエレベーターを救う為、命を賭して制御を続行し、ブリュンとも協力して、倒壊を防ぐことに成功した。全てが終わってからは仲間たちと離れ単独行動をとる。
『00I 2314』では、旧友のスカイ･エクリプスに擬態したELSの出現に伴い、再び銃を取る。アーミア・リーの侵食の一件でレオと出会い、アリオスガンダム アスカロンを侵食したELSの破壊に協力し、どこかに去って行った。
リジェネ・レジェッタ
レイヴの体を乗っ取ったビサイドがその能力を持って見つけ出した「6人の仲間」の1人。ビサイドを通じて「6人の仲間」の話を知り、自らの野望のためにテリシラに接触し自らを「覚醒」させる様に申し入れるが、信用されず引き下がる。
だが、レイヴの「まずは仲間を揃える事が先決」との意見から呼び出され、覚醒した。オリジナル、擬似の区別なく太陽炉を操る能力を得て、この能力により自分は無敵だと豪語したが、生身での戦闘訓練を積んでいなかったためにあっさりとフォンに組み伏せられ、「この能力は使命以外の使い道がない」という事実を突きつけられる。そして自分がイオリア計画を支配すべく他の仲間の抹殺を実行しようとしたため、覚醒したハーミヤによりその能力とこれまでレイヴたちと関わった記憶を消去された。仲間集めの理由も判明した事もあって『00I』終了時点では彼に代わるイノベイドは選抜されていない。
スルー・スルーズ
カタロンに所属する優秀なMSパイロット。テリシラと同じ塩基配列を基に生み出された女性型イノベイドである。たまたま出会ったテリシラが自分と同じ顔であることに気付いて驚くが、テリシラの「生き別れの兄妹」という咄嗟の嘘を信じこみ、感動の涙を流した。レイヴを乗っ取ったビサイドと反目したテリシラが「覚醒」を試みたが、彼女は「6人の仲間」ではなかった。
何者かに操られたブラッドと暴走したラーズによって所属していたカタロン支部が壊滅、ハーミヤ共々テリシラの家に転がり込む。そこで少女の人形を模したブリュンの姿を見たことで、当初「兄は極度のロリコン趣味がある」と誤解してしまった。ラーズが目覚めた際に脳量子波を繋いだブリュンから自身がイノベイドであることも含めて詳しい経緯を説明されたが、変わらずテリシラを慕って共に暮らしている。
ハーミヤ
ハナヨ、ハヤナと酷似した外見の少女型イノベイド。数字表記は「838」。人間を大きく上回る情報処理能力や身体能力を持つハナヨ達とは違い、天然ボケ気味のドジな側面が強く、モニター画面などによく頭をぶつけている。感激屋でもあり、口癖は「ステキ」。
それでも人並み以上の情報処理能力は備わっており、スルーやブラッドの居るカタロン支部でオペレーターとして働いていたが、支部の壊滅に伴いスルーと共にテリシラ邸へ居候することになった。彼女もまた「6人の仲間」であり、テリシラの手で覚醒「仲間の能力と記憶をリセットする」という特殊能力を得る（この能力自体はレイヴとテリシラの能力から、フォンが予測していた）。能力を発揮する為には「複数の仲間からの同意」が必要な為、覚醒直後には自分の能力を把握していなかった。
自分とそっくりな容姿（同じ塩基配列）を持つハナヨやハヤナを「おねえちゃん」と呼んでいる。
ピティホープ・グリース
西暦2188年にラーズとブリュンと家族だったイノベイド。その記憶を保持したままヴェーダの特殊ミッション担当になり、ラーズの下を去る。ラーズに見つかった際に、ヴェーダによる対処をしようとして抵抗され、ブリュンを殺害したと誤解されたまま、ラーズに殺害される。後のアニュー・リターナーと同型のイノベイド。
フリンチ・ブレイク
地球連邦軍に所属するMSパイロット。ブリング・スタビティ達と同じ塩基配列パターン0666タイプのイノベイド。テリシラと同時期にレイヴが見つけた「6人の仲間」の1人だったが、待ち合わせたドライブインでラーズに殺害される。
彼の死はレイヴたち「6人の仲間」が替えの利く部品に過ぎない事を思い知らせる事になる。他の同タイプのイノベイドと比べて（大半が戦闘用のマイスタータイプとはいえ）感情豊かな明るい人物だった様だ。
ブラッド
カタロンの構成員。塩基配列パターン0666タイプのイノベイド。アレルヤが監禁されていた収監施設からの脱出後、スルーのいるカタロン支部のMSパイロットとなった。ラーズには二度狙われている。「6人の仲間」ではない。
何者かによってヴェーダを介して操られ、メメントモリの発射実験を目撃したカタロンのメンバーを口封じの為に殺害した。さらにスルーを殺害しようとしたが、ラーズの能力によって操られたMSの攻撃を受け死亡した。
リボンズ・アルマーク
自らを人類を導く者 - イノベイターと自負するイノベイド。外伝においてもイオリア計画を改竄する為に行動を起こしている（本人は改竄ではなく、改革であり改善であると考えている）。
『00P』では人間のガンダムマイスターによる武力介入を行うためにヴェーダに人間のマイスターを進言する様に行動を起こす。イノベイドによる武力介入を進言するビサイドを出し抜くために（この時点ではまだリボンズは自分と対立しているのがビサイドとは気づいていなかった）事態を急速に変化させようとする。ヒクサー・フェルミをマイスターとしたのもリボンズである。
『00F』では崩壊したCBに代わり独自の行動を起こすフォンに注目し始める。計画を裏で操るリボンズを追い詰めようとするフォンに対し、リボンズはフォンの行動を予測しながら監視を続けていた。そしてフォンが起こしたデブリベルトによる太陽光遮断でヴェーダ本体の居場所を突き止められる。それに対しリボンズは第2世代ガンダムの再生機で迎撃させ、その隙にヴェーダのデータを全て新たな本拠地であるソレスタルビーイング号へ移した。月基地に乗り込んだフォンに対し賞賛の言葉を送り、月基地を含むオリジナルのヴェーダの機能を全て停止させた。だがオリジナルのヴェーダはフォンによって奪取され、再起動させた後はフォン自身のヴェーダとして使われてしまう事になる。
『00I』ではリジェネを介して6人の仲間集めとビサイドの復活を知る。自分の前に現れたラーズに対し、ヴェーダが推奨している計画ならイオリア計画に重要なものという理由で6人の仲間集めに協力すると発言し、リジェネは仲間にふさわしくないと忠告する。その後リボンズは6人の仲間が新たな監視者という事を知り、ビサイドの行った攻撃でバランサーを失った軌道エレベーターのシステムに介入し、レイヴ達の妨害を行っていた。ビサイドが倒された事を知ると配下のイノベイド達を使ってレイヴが使用していた1.5ガンダムを（ビサイドのパーソナルデータごと）回収させた。そのデータにより、リボンズもビサイドの固有能力を得る事に成功した。
スカイ・エクリプス
リボンズと同じ容姿を持つ、塩基配列パターン0026タイプのイノベイド。木星探査船「エウロパ」の乗組員にして、太陽炉の開発者の一員であり、ラーズとは友人だった。ハロの開発者でもあり、後にCBが使用しているハロは彼が作成した一機を複製したものである。他の乗組員と共に、情報秘匿の為に実施されたエウロパの破壊によって死亡。
『劇場版』に登場するELSが擬態したイノベイドは彼を取り込んだ者である。

### その他
ロベール・スペイシー
『00V』の主人公。50歳。「ユニオン人類歴史研究所」で研究に励む政治歴史学者であったが、30代の頃にCBによる武力介入を体験し、「ガンダム アヴァランチエクシア」を目撃したことに大きな衝撃を受け、MS開発史研究者としての道を歩むこととなった。グラーベは研究所時代の同僚・旧友でもある。『00V』第10回までのMSの解説（ドラマパート）は、彼の著書や日記から引用したもの、という形を取っている。
MSのメカニズムについても造詣が深く、アレハンドロの依頼を受け、デボラとともに「スローネ ヴァラヌス」の開発に関わっている。後にCBとも関わりを持つこととなり、一時行動を共にし、その兵器開発にも一部携わった。デボラとは彼女の連邦軍転属後も度々出会う機会があり、ロベール本人はそれを「赤い糸」で結ばれているためと思っている。
MS開発史研究者になりたての頃には、絹江・クロスロードから取材を受けている。また、ビリー・カタギリとも交流があり、イノベイター勢力が残したMSのデータを私的に譲り受けている。
『00N』では西暦2364年の刹那帰還後の時期にも著作活動を行なっているとされている。80歳を過ぎている筈だが、イノベイターとして覚醒したかは不明。
ロバーク・スタッド
『00P』に登場。フォン・スパーク（ロバーク・スタッドJr.）の父親。労働者階級の出身であり、家族を連れて、宇宙での労働に従事していた。「住みやすい宇宙を、子供に残す」という願いを持ち、人間が助け合える世界にしようとしている。「マーズの惨劇」の際に唯一生き残ったマレーネを救出した。その後、宇宙での作業中に事故死する。その死は、マレーネのCB入りの一因となった。息子のフォン曰く「愚か」だったという。
アナー・ウガイ
『00F』2ndに登場する自称フリージャーナリスト。アストレアTYPE-F2の戦闘を偶然撮影した彼は、これを「ガンダムエクシアの復活」と誤認。民間軍事会社などにこの情報を売りつけて一儲けしようと画策したが、どこにも相手にされず、最終的には国連の手によって抹殺された。この事実はヒクサーも早期に掴んでおり、彼を消すミッションを遂行するために行動を開始するが、ヒクサーが現場に着いた時には既に死亡しており、ミッションは未遂に終わった。因みに、その現場には放浪中の刹那の姿もあった。
『00N』において、彼の死後の2311年に、「アナー・ウガイ」がパトリック・コーラサワーにインタビューして書かれた雑誌記事が登場している。
反国連軍
『00F』2ndに登場した反政府グループ。脱走したフォンと協力し、アフリカのミサイル基地を襲撃する。メンバーは、ジャスミー・ローレル（声 - 津久井教生）、リエン（声 - 藤原夏海）、オライフ（声 - 福山潤）、アルズ（戦死）、双子のホリーとファーで構成されている。基地襲撃後、応援に駆けつけたクラウス・グラードと合流する。
『00I』にてローレルらしき人物がスルーの所属するカタロン支部にいたが、以後の生死は不明。
クレーエ・リヒカイト
『00I』に登場した古城の老医師。イノベイドが持つ不老化ナノマシンを得る為に、誘拐したブリュンから大量に血を抜き取っていた。元はアレハンドロに協力していた監視者の1人で、リボンズの遺伝子を基にチームトリニティの3人を生み出した人物である。何者かによって口封じのために屋敷を爆撃され、巻き込まれる形で殺害された。現場上空からは、リィアンと思しき機影が飛び去っている。

## 組織・用語
ソレスタルビーイング / フェレシュテ
本編より前を描く『00P』では主にガンダムの開発・テストを行っていた。
『00F』では、シャルの発案によって、CBを裏からサポートする組織「フェレシュテ」が設立される。物資の補給などの後方支援に止まらず、ガンダムが戦闘を行った痕跡の消去、目撃者の抹殺など任務は多岐に渡る。組織の秘匿性を保つ為、CBのメンバーでもごく一部にしかフェレシュテの存在は知らされていない。第2世代ガンダムを改修した「TYPE-F」と呼ばれる機体群を任務に応じて使い分けている。西暦2311年、フェレシュテは新生CBに合流する形で、発展的に解散することとなった。
『00I』において、旧フェレシュテメンバーはラグランジュ3の秘密ドックがアロウズに襲撃され脱出した後、テリシラをレイヴと合流させるためエウクレイデスに向かっている。
『00I 2314』ではフェレシュテがCBの別働隊として再結成され、新型ガンダムの開発中で身動きの取れないプトレマイオスチームに代わって、リペアされたガンダムを使用し、ごく小規模かつ隠密活動での武力介入を行う。しかしガンダムを秘密裏に地球〜宇宙間で移送する手段がないため、宇宙ではケルディムガンダム サーガを、地上ではアリオスガンダム アスカロンを使用し、予備機としてガルムガンダムを軌道エレベーター内に秘匿。地域別に機体を使い分けてミッションを行う。
「6人のイノベイド」
2312年に突如としてヴェーダから下された特殊ミッション。だが、「仲間」を探すには非効率的な条件や疑問も多い。
選別され、覚醒させられて「仲間」となったイノベイドは特殊能力を持つこととなる。
ただ、特殊能力の付与はあくまでその肉体に対してであり、別のパーソナルデータが上書きされてもそれは変わらない（逆に別の肉体にパーソナルを移すと仲間から除外される）。
フォンの分析によれば、仲間を集める能力を持つレイヴとテリシラは「6人のイノベイド」には該当しない可能性を指摘されていたが、それは仮説であり、実際には2人も仲間の一員に含まれていた。
「6人のイノベイド」の目的は、イノベイドによる「新たな監視者」の成立であった。
ミッションにおけるルール
- 01-00 イノベイドの中から6人の仲間を見つけよ。
- 01-01 レイヴは映像、写真から仲間を判別する能力を持つ。
- 01-02 テリシラは仲間を覚醒させ、特殊能力を引き出せる。
- 02-00 仲間の候補者は6人以上おり、死亡した時などは替えがきく。
- 03-00 仲間にはヴェーダから情報が毎日ダウンロードされる。
- 04-00 すべての目的は6人の仲間が揃わないと明かされない。
- 05-00 ハーミヤは仲間の能力とそれに関わる記憶をリセットできる。ただし、その為には他の仲間の同意（最低でも3人以上）が必要。

メンバー
役割上、二つに大別される。
- 仲間を見つけ出して集め、不適格な者は仲間から取り除く能力を持つ3人。
  - 「仲間を見つける者」レイヴ・レチタティーヴォ
  - 「仲間を目覚めさせる者」テリシラ・ヘルフィ
  - 「仲間の能力と記憶をリセットする者」ハーミヤ

- 「監視者としての実務」を担当する3人。
  - 「仲間を繋ぐ者」ブリュン・ソンドハイム
  - 「機械を統べる者」ラーズ・グリース
  - 「太陽炉を支配する者」リジェネ・レジェッタ→仲間5人の同意によってリセット。

P-5
テリシラ邸のホームヘルパーシステムの端末機で医療介護機能も持つロボット。そのナンバーから、ハーミヤに「ぴの子」と名付けられる。
擬似イノベイター
ELSとの対話が成されてから数年後、イノベイターに対して「人とは違う存在」、または「ELSに汚染された化物」と嫌悪し、それらの排除を目論んで結成された旧人類軍が超兵の技術を導入して、イノベイターと同等の戦闘能力を後天的に付加した存在。
開発に際してはイノベイターとして覚醒する素養がある者を拉致同然の方法で集め、強引に覚醒させる研究も進められた。そう言った者たちは強制されて戦わされたりもした。

## 登場兵器
00P
- GNY-001 ガンダムアストレア
- GNY-002 ガンダムサダルスード
- GNY-003 ガンダムアブルホール
- GNY-004 ガンダムプルトーネ
- MSJ-04 ファントン
- AEU-05/92 AEUヘリオンイニティウム（ヘリオン92年型）
- GN-XXX ガンダムラジエル
- GNR-000 GNセファー
- AEU-05/00 AEUヘリオンメディウム（ヘリオン00年型）
- MSJ-06YIII-B ティエレン全領域対応試作型（ティエレンチーツー）
- AEU-MA0707 アグリッサ タイプ7
- GN-005/PH ガンダムヴァーチェ フィジカル
- GNY-0042-874 ガンダムアルテミー
- CBY-001 1ガンダム（アイガンダム）
- CBY-077 GNキャノン（ガンキャノン）

00P SPECIAL EDITION
- GNY-001F/hs-A01D ガンダム アヴァランチアストレアTYPE-Fダッシュ
- CB-001.5D2 1.5ガンダム タイプ ダーク

00V
- GN-001/hs-A01 ガンダム アヴァランチエクシア
- GN-002/DG014 ガンダムデュナメストルペード
- SVMS-01SG ユニオンフラッグ陸戦重装甲型（シェルフラッグ）
- MSJ-06II-AC ティエレン対空型（ティエレンツーウェイ）
- GNW-001/hs-T01 ガンダムスローネアイン トゥルブレンツ
- GN-003/af-G02 ガンダムキュリオス ガスト
- GNX-509T スローネ ヴァラヌス
- SVMS-01AP ユニオンフラッグ オービットパッケージ コロニーガード仕様（コロニーガードフラッグ） 
  - SVMS-01AW ユニオンフラッグ オービットパッケージ アストロワーク仕様（アストロワークフラッグ）

- GNX-604T アドヴァンスドジンクス
- GN-004/te-A02 ガンダムナドレ アクウオス
- GN-0000/7S ダブルオーガンダム セブンソード
- MSJ-06II-ED ティエレン軌道エレベーター守備型（ティエレンジィージュー）
- GN-006/SA ケルディムガンダム サーガ
- GNX-704T/FS アヘッド強行偵察型（アヘッド・ロングテール）
- AEU-09/LS クラウス専用イナクト ランドストライカーパッケージ
- GN-007/AL アリオスガンダム アスカロン
- GNW-20000/J ヤークトアルケーガンダム
- GNZ-001 ガルムガンダム
- GNX-612T/AA スペルビア ジンクス
- GNX-604T アドヴァンスドジンクス（デボラ・ガリエナ機）
- GN-008GNHW/3G セラヴィーガンダムGNHW/3G
  - GN-00902 セム

- GNR-010/XN ザンライザー
- GNX-Y802T ノーヘッド
- GN-000FA フルアーマー0ガンダム
- CB-0000G/C/T リボーンズガンダム オリジン

00V戦記
- GN-0000GNHW/7SG ダブルオーガンダム セブンソード/G
- GN-001/hs-A01D ガンダム アヴァランチエクシアダッシュ
- GN-0000GNHW/7SGD2 ダブルオーガンダム セブンソード/G インスペクション
- GNW-20003 アルケーガンダムドライ
- GNT-0000/FS ダブルオークアンタ フルセイバー
- GNX-805T/CF ジンクスIVコアファイター搭載型
- CB-002/GD ラファエルガンダム ドミニオンズ
  - GN-00802 セラ

- GN-001REIII ガンダムエクシアリペアIII（エクシアRIII）

00N
- SVMS-01AS ユニオンフラッグ空戦偵察哨戒型（エアロフラッグ）
- GNZ-004/BW ガガキャノン
- YMS-02 ユニオンブラスト
- GNMA-0001V2 レグナント2号機

00F
- GNY-001F ガンダムアストレアTYPE-F
  - GNY-001FB ガンダムアストレアTYPE-Fブラック（ブラックアストレア）

- GNY-002F ガンダムサダルスードTYPE-F
  - GNY-002FB ガンダムサダルスードTYPE-Fブラック（ブラックサダルスード）

- GNY-003F ガンダムアブルホールTYPE-F
  - GNY-003FB ガンダムアブルホールTYPE-Fブラック（ブラックアブルホール）

- GNY-004B ガンダムプルトーネブラック（ブラックプルトーネ）
- GN-XXXB ガンダムラジエルブラック（ブラックラジエル）
- GNR-000B ブラックGNセファー
- MAJ-S08 シャオショウ
- GNX-606T ジンクスII
  - GNX-607T/AC ジンクスIIソード
  - GNX-607T/BW ジンクスIIキャノン

00I
- GNY-001F ガンダムアストレアTYPE-F フォン・スパーク専用機
- GNY-002F ガンダムサダルスードTYPE-F フォン・スパーク専用機
- GNY-003F ガンダムアブルホールTYPE-F フォン・スパーク専用機
- GNY-004 ガンダムプルトーネ フォン・スパーク専用機
- GN-XXX ガンダムラジエル ヒクサー・フェルミ専用機
- CB-001.5 1.5ガンダム（アイズガンダム）

00I 2314
- GNZ-001E ガルムガンダムE

## スタッフ
- シナリオ - 千葉智宏（スタジオオルフェ）
- 原作 - 矢立肇、富野由悠季
- メカニック - 海老川兼武、柳瀬敬之、鷲尾直広、寺岡賢司、福地仁、中谷誠一、大河原邦男
- キャラクターデザイン - 羽音たらく
- 模型製作 - 電撃ホビーマガジン（『00P』、『00N』）、月刊ホビージャパン（『00V』、『00V戦記』）
- コミック執筆 - ときた洸一（『00F』、『00I』、『00I 2314』）
- 監修 - サンライズ、水島精二、黒田洋介
- 協力 - バンダイホビー事業部

## 書籍
00P
ムック版
1. ISBN 978-4048670838
2. ISBN 978-4048674348
3. ISBN 978-4048678681
4. ISBN 978-4048682398

単行本版
上巻 ISBN 978-4048684989
下巻 ISBN 978-4048684972

00F
1. ISBN 978-4047150386
2. ISBN 978-4047151192
3. ISBN 978-4047151833
4. ISBN 978-4047152670

00V
- ISBN 978-4798600246

00V戦記
- ISBN 978-4798602752

00I
1. ISBN 978-4047153851
2. ISBN 978-4047154797
3. ISBN 978-4047155374

00I 2314
- ISBN 978-4047156180

00N
- ISBN 978-4048705837

全般（電撃データコレクション）
- ISBN 978-4048706506